# Maas-Waalkanaal
Het Maas-Waalkanaal is, zoals de naam al zegt, een kanaal dat de Maas verbindt met de Waal. Het kanaal is ongeveer 13,5 kilometer lang en loopt van Heumen naar het noorden en eindigt bij Weurt (ten westen van Nijmegen). Zowel de aansluiting op de Maas als die op de Waal gaat via sluizen (sluis Heumen en sluis Weurt). De aansluiting van de Maas en het Maas-Waalkanaal vormt het drieprovinciënpunt tussen Gelderland, Limburg en Noord-Brabant.

## Geschiedenis
De werken voor het kanaal begonnen in 1920 onder leiding van Ludolph Reinier Wentholt (1885-1946). Op 27 oktober 1927 werd het kanaal door koningin Wilhelmina geopend. Vóór die tijd moesten schepen een omweg van circa 100 km maken om van Heumen naar Nijmegen te komen, waarna het Duitse achterland bereikt kon worden.
De gevolgen voor het dorp Heumen waren onmiskenbaar. Het kwam tussen de Maas en het kanaal te liggen en werd zeer lastig bereikbaar. Het dorp Neerbosch werd doormidden gedeeld. Daarnaast hebben het kanaal en de bouw van de Hatertsebrug ook grote invloed gehad op het dorp Hatert bij Nijmegen. Door bouw van de brug in de jaren 60 verdwenen daar twee dorpskroegjes en de kerk, waarmee de dorpskern verdween. Het natuurgebied Hatertse en Overasseltse Vennen sluit door het kanaal minder natuurlijk aan bij het dorp Hatert en de gemeente Nijmegen.
In 1970 werd besloten het kanaal te verbreden met een bedrag aan geschatte kosten van 117 miljoen gulden (53 miljoen euro). De noodzakelijke expansie van Nijmegen deed in diezelfde tijd het toenmalige gemeentebestuur van Nijmegen besluiten om aan de westelijke zijde van het kanaal een nieuwe woonwijk te bouwen, Dukenburg. Nog geen 10 jaar later verrees Lindenholt, dat deels over het oude dorp Neerbosch is gebouwd. Hierdoor doorsnijdt het Maas-Waalkanaal inmiddels voor een groot deel de bebouwde kom van Nijmegen.
In 2002 verscheen van de hand van H. van Eeuwijk en G.J. Nillesen het boekje "Driekwart eeuw Maas-Waalkanaal 1927-2002" ter gelegenheid van het 75-jarig bestaan van deze verbinding tussen Maas en Waal.

## Waterpeil

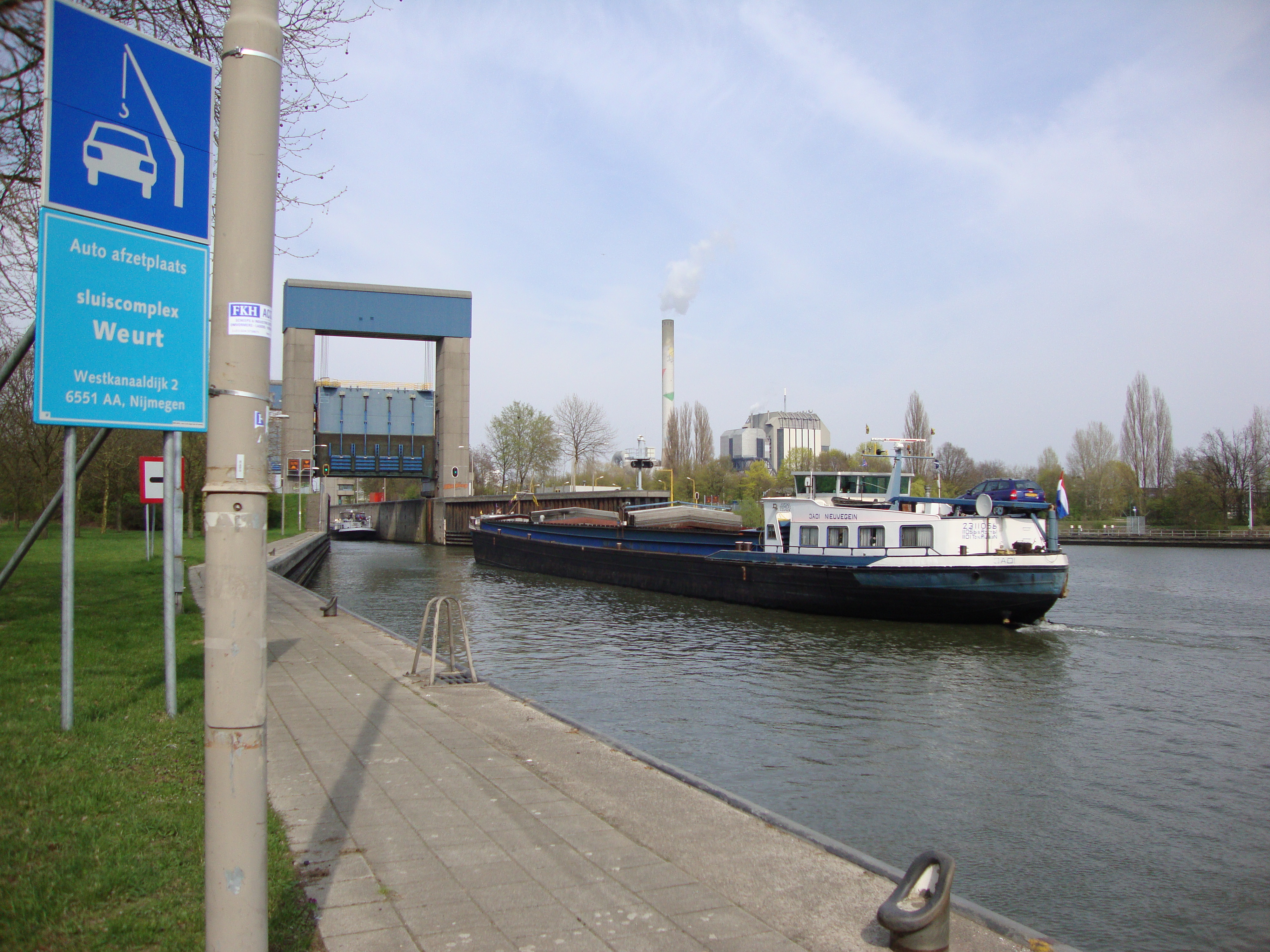
Het sluiscomplex bij Weurt

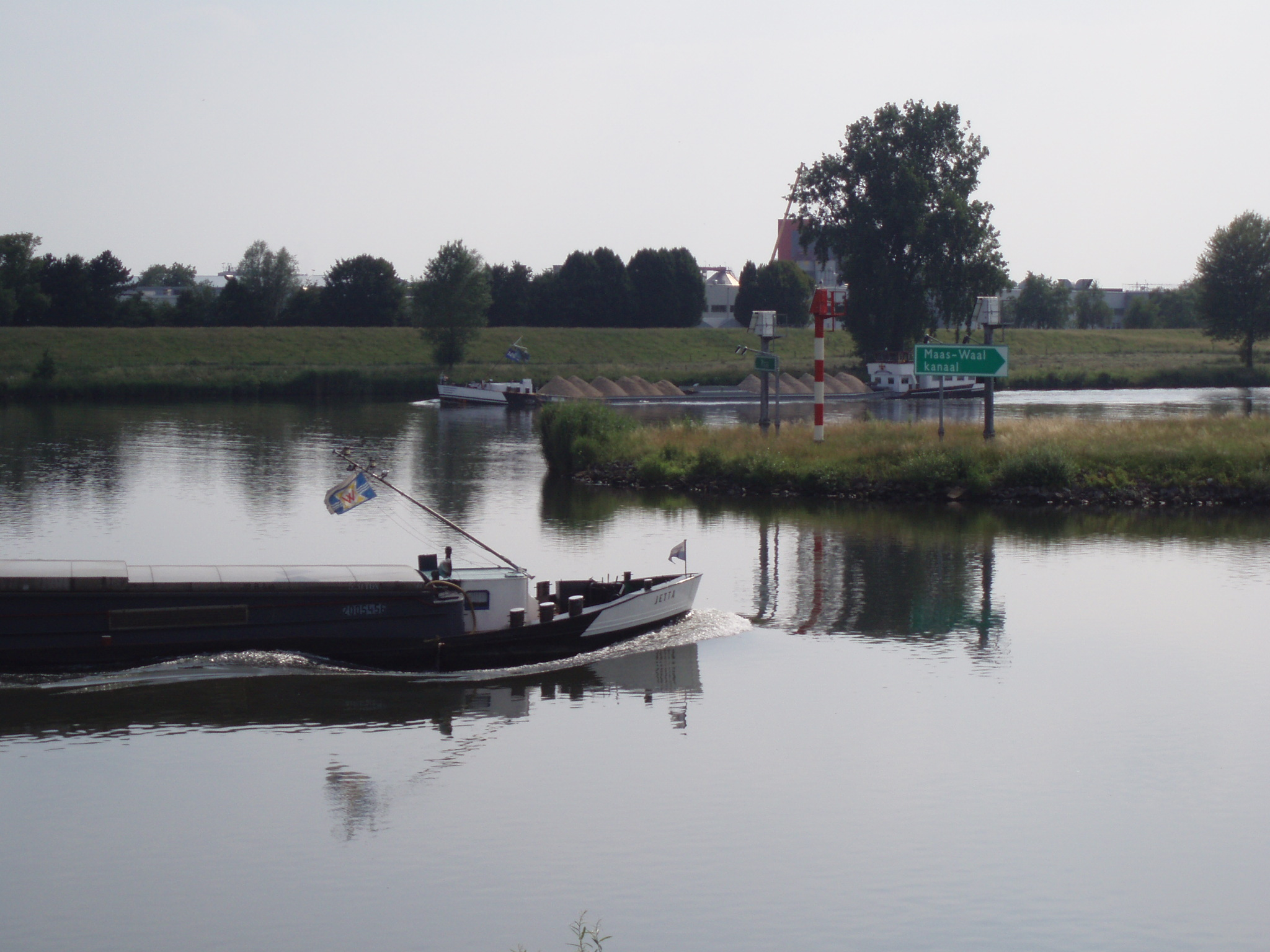
Aansluiting bij de Maas

Het kanaal zelf ligt in zijn geheel in Gelderland, maar het beheer is in handen van Rijkswaterstaat dienst Oost-Nederland. Bij Weurt ligt het sluizencomplex Sluis Weurt. Bij Heumen ligt ook een sluis, maar deze staat vrijwel altijd open. Dit komt doordat de Maas bij Heumen op een constant waterpeil wordt gehouden door middel van een stuw bij Grave.
In 2007 en 2008 zijn enkele bruggen met 25 tot 35 cm opgevijzeld, zodat het waterpeil in het kanaal kan worden verhoogd. Hierdoor wordt het mogelijk om containerschepen met vier lagen containers gebruik te kunnen laten maken van het kanaal. Het verhogen van het waterpeil in het kanaal leidt tot hogere grondwaterstanden in de gebieden direct langs het kanaal. Om overlast tegen te gaan laat Rijkswaterstaat een drainagesysteem aanleggen.

## Bruggen
Van noord naar zuid liggen de volgende bruggen over het Maas-Waalkanaal:
| Nr.: | Naam:               | Soort:                         | Traject:                                                         | Afbeelding: |
| ---- | ------------------- | ------------------------------ | ---------------------------------------------------------------- | ----------- |
| 1    | Sluiscomplex Weurt  | verkeersweg (2 hefbruggen)     | Weurt - Nijmegen (Industrieweg)                                  |             |
| 2    | Neerbosschebrug     | verkeersbrug (kokerliggerbrug) | Knooppunt Neerbosch (A73) - Nijmegen (Neerbosscheweg)            |             |
| 3    | Graafsebrug         | verkeersbrug (kokerliggerbrug) | Nijmegen - Wijchen (Graafseweg)                                  |             |
| 4    | Spoorbrug Dukenburg | spoorbrug (vakwerkbrug)        | ’s-Hertogenbosch - Nijmegen (Spoorlijn Tilburg - Nijmegen)       |             |
| 5    | Dukenburgsebrug     | verkeersbrug (kokerliggerbrug) | Dukenburg - Industrieterrein Winkelsteeg (Nieuwe Dukenburgseweg) |             |
| 6    | Hatertsebrug        | verkeersbrug (kokerliggerbrug) | Hatert - Dukenburg (Hatertseweg)                                 |             |
| 7    | Maldensebrug        | verkeersbrug (kokerliggerbrug) | Blankenberg - Malden (Blankenbergseweg)                          |             |
| 8    | Sluiscomplex Heumen | verkeersbrug (liggerbrug)      | Heumen - Molenhoek (Jan J. Ludenlaan)                            |             |

## Havens en kades
Van noord naar zuid liggen aan het Maas-Waalkanaal de volgende havens en kades:
- Noordkanaalhaven
- Oostkanaalhaven
- Westkanaaldijk (loswal)
- Loswal Neerbosch (voormalig)
- Loswal Hatert (voormalig)
- Loswal bij Malden